# COVID-19 в Великобритании
Продолжающаяся глобальная пандемия вируса SARS-CoV-2, вызывающего коронавирусную инфекцию (COVID-19), распространилась на Соединённое Королевство в январе 2020 года. Распространение вируса в пределах Великобритании было подтверждено в феврале, это, в свою очередь, привело к эпидемии с быстрым увеличением числа случаев в марте.
По состоянию на 18 мая 2020 года в Великобритании было зарегистрировано 246 406 подтверждённых случая заражения COVID-19 и 34 796 смертельных случаев.
12 января Всемирная организация здравоохранения (ВОЗ) подтвердила, что новый коронавирус вызвал респираторное заболевание в Ухане, провинция Хубэй, Китай, на который впервые обратили внимание в ВОЗ в последний день 2019 года. Впоследствии Великобритания разработала тестирование на коронавирусную инфекцию. 30 января четыре руководителя медицинской службы Великобритании (англ. Chief Medical Officers, CMOs) повысили уровень риска в Великобритании с низкого до умеренного, после того, как ВОЗ объявила о чрезвычайной ситуации в области общественного здравоохранения, имеющей международное значение (англ. Public Health Emergency of International Concern, PHEIC). После того, как 31 января в Великобритании появились первые случаи заболевания, была начата информационная кампания в области общественного здравоохранения, с целью дать людям советы о том, как снизить риск распространения вируса. Министерством здравоохранения Великобритании и Общественным здравоохранением Англии (англ. Public Health England, PHE) были опубликованы руководство по профилактике и контролю инфекций, способам обнаружения и диагностики COVID-19, а также ежедневные обновления, включая рекомендации для путешественников. Кроме того, Национальная служба здравоохранения (англ. National Health Service, NHS) в некоторых больницах открыла центры тестирования на COVID-19. Главный медицинский советник правительства Великобритании Крис Уитти объяснил четыре аспекта стратегии борьбы со вспышкой: сдерживание, задержка, исследование и смягчение последствий.
Самое раннее заражение внутри Соединённого Королевства произошло 28 февраля 2020 года; все ранее выявленные пациенты заразились за границей. К 1 марта были выявлены случаи заражения в Англии, Уэльсе, Северной Ирландии и Шотландии. Впоследствии премьер-министр Борис Джонсон обнародовал План действий по борьбе с коронавирусом, тогда же правительство объявило вспышку «инцидентом 4 уровня». 11 марта ВОЗ объявила вспышку пандемией. Некоторые английские школы тогда же объявили о своём закрытии, авиакомпании объявили о том, что отменяют определённые рейсы, некоторые интернет-магазины сообщили, что потребители размещают необычно большие заказы. 12 марта уровень риска в Великобритании был повышен с умеренного до высокого. Через четыре дня после катастрофы в Италии, чья система здравоохранения построена на тех же принципах, что и британская, и на основе фактических данных, включая прогнозы эпидемиологов в Имперском колледже Лондона, правительство сообщило о дальнейших мерах: о социальном дистанцировании и начале консультирования людей в Великобритании по поводу «несущественных» поездок и контактов с другими людьми, а также о том, что людям следует избегать пабов, клубов и театров и по возможности работать на дому. Беременным женщинам, людям старше 70 лет и людям с определёнными заболеваниями было рекомендовано считать этот совет «особенно важным», и их просили самоизолироваться. 18 марта было объявлено, что Великобритания закроет школы для большинства учащихся. 20 марта были закрыты все рестораны, пабы, клубы, а также спортивные и развлекательные комплексы в помещении. 23 марта правительство объявило, что эти меры должны быть ещё более ужесточены с введением широкомасштабных ограничений на свободу передвижения, которые могут применяться в соответствии с законом.

## Предыстория
12 января Всемирная организация здравоохранения (ВОЗ) подтвердила, что новый коронавирус вызвал респираторное заболевание в Ухане, провинция Хубэй, Китай, на который впервые обратили внимание в ВОЗ в последний день 2019 года. Первоначально эпидемию связывали с оптовым рынком морепродуктов Хуанань в городе Ухань. Однако некоторые из этих первых случаев с лабораторно-подтвержденными результатами не имели связи с рынком, и источник эпидемии, на данный момент, неизвестен.
В отличие от SARS 2003 года, коэффициент летальности у COVID-19, заболевания, также классифицируемого, как инфекционное заболевание с высокими последствиями (HCID),  намного ниже, но уровень его контагиозности оказался гораздо бо́льшим, что и привело к значительному числу умерших. COVID-19 обычно проявляется симптомами гриппа в течение примерно семи дней, после чего у некоторых людей прогрессирует до симптомов вирусной пневмонии, требующей госпитализации.

## Хронология распространения

### Январь 2020: эвакуация и первые случаи
22 января, после первого подтверждённого случая COVID-19 в США, зафиксированного днём ранее у мужчины, возвращавшегося в столицу США из Уханя, где в то время было 440 подтверждённых случаев, Министерство здравоохранения и Общественное здравоохранение Англии подняли уровень риска от «очень низкого» до «низкого». В результате аэропорт Хитроу получил дополнительный медицинский персонал и усилил надзор за тремя прямыми рейсами, которые прибывали из Уханя каждую неделю; каждый из рейсов должна была встречать команда здравоохранения аэропорта. Кроме того, все аэропорты в Великобритании должны были предоставлять письменное руководство (на английском, китайском и кантонском) для нездоровых путешественников. Одновременно были предприняты попытки отследить 2000 человек, которые прилетели в Великобританию из Уханя в течение предыдущих двух недель.
31 января два члена семьи китайских граждан, проживавших в гостинице в Йорке, один из которых учился в Йоркском университете, стали первыми подтверждёнными случаями COVID-19 в Великобритании. Далее они были переведены из больницы Университета Халл в специализированное изоляторное учреждение в Ньюкасл-апон-Тайне.
В тот же день в аэропорту RAF Brize Norton приземлился эвакуационный рейс из Уханя: пассажиры, ни у одного из которых не было симптомов, были доставлены на карантин в блок для персонала больницы Эрроу-Парк в Уиррале. Ранее были споры о том, должно ли правительство содействовать возвращению британских граждан из наиболее пострадавших районов в Китае или вообще ограничить поездки из пострадавших регионов. Некоторым британским гражданам в Ухане сообщили, что они могут быть эвакуированы, но никто из супругов или детей с паспортами материкового Китая — не может. Позже эта установка была отменена, но задержка привела к тому, что некоторые люди оставались в инфицированных регионах, охваченных заболеванием.

### Февраль 2020: раннее распространение
6 февраля в Брайтоне было сообщено о третьем подтвержденном случае — о человеке, который недавно ездил в Сингапур, а также посещал горнолыжный курорт в Верхней Савойе, Франция. Он был источником заражения шести его родственников во время пребывания во Франции, а затем вернулся в Великобританию 28 января. После подтверждения его результатов, медицинская служба в Великобритании расширила число стран, после посещения которых могли возникнуть такие симптомы гриппа, как лихорадка, кашель и затруднённое дыхание и после посещения и потребовала в следующие две недели самоизолироваться и вызвать скорую. К таким странам стали относить: Китай, Гонконг, Японию, Макао, Малайзию, Южную Корею, Сингапур, Тайвань и Таиланд.
10 февраля общее количество случаев заболевания в Великобритании достигло восьми, поскольку еще четыре случая были подтверждены у людей, связанных с пострадавшим мужчиной из Брайтона. Вирус к тому моменту распространился на 28 стран. Утром 10 февраля министр здравоохранения Великобритании Мэттью Хэнкок объявил о введении положения об охране здоровья, чтобы дать работникам общественного здравоохранения «более широкие полномочия», с целью сохранить инфицированных и тех, у кого диагноз «коронавирусная инфекция» может подтвердиться, в изоляции. В тот же день больница в Эрроу-Парк и отель Кентс-Хилл-Парк в городе Милтон-Кейнс, стали изоляторами. На следующий день телеканал BBC News сообщил, что два из восьми подтверждённых пациентов, инфицированных коронавирусом в Великобритании, — врачи общей практики. Девятый случай был подтвержден в Лондоне 11 февраля.
23 февраля Министерство здравоохранения Великобритании подтвердило в общей сложности уже 13 случаев в стране, поскольку были обнаружены четыре новых случая у пассажиров на круизном судне Diamond Princess . Двое из них были переведены в Королевскую больницу Халламшир в Шеффилде, один в больницу Ливерпульского университета, а ещё один — в Королевский лазарет Виктории города Ньюкасл-апон-Тайн.
27 февраля общее количество подтверждённых случаев COVID-19 в Великобритании достигло 16, включая первый случай в Северной Ирландии — женщина, переехавшая из инфицированного района в Италии; она также останавливалась в Дублине.
28 февраля у человека, который вернулся из Северной Италии, был подтверждён первый случай заражения в Уэльсе; затем пациент был переведён в специализированный инфекционный центр Национальной службы здравоохранения (англ. National Health Service, NHS) в Королевской бесплатной больнице в Лондоне.. В тот же день в Англии были подтверждены еще два случая, один пациент из которых — мужчина — стал 20-м случаем заболевания COVID-19 в Великобритании, и первым, кто не заболел этой болезнью за границей: он был жителем Суррея.
29 февраля были подтверждены еще три случая вируса, в результате чего общее число подтверждённых случаев заболевания составило 23 (после тестирования 10 483 человек). Три случая были зафиксированы в Глостершире, Хартфордшире и Беркшире . Двое из трёх пострадавших людей недавно вернулись из Италии, а третий вернулся из Азии.
За последнюю неделю февраля на экстренную линию 111 поступило 442 675 звонков.

### Начало — середина марта: от вспышки до эпидемии, закрытия и отмены событий

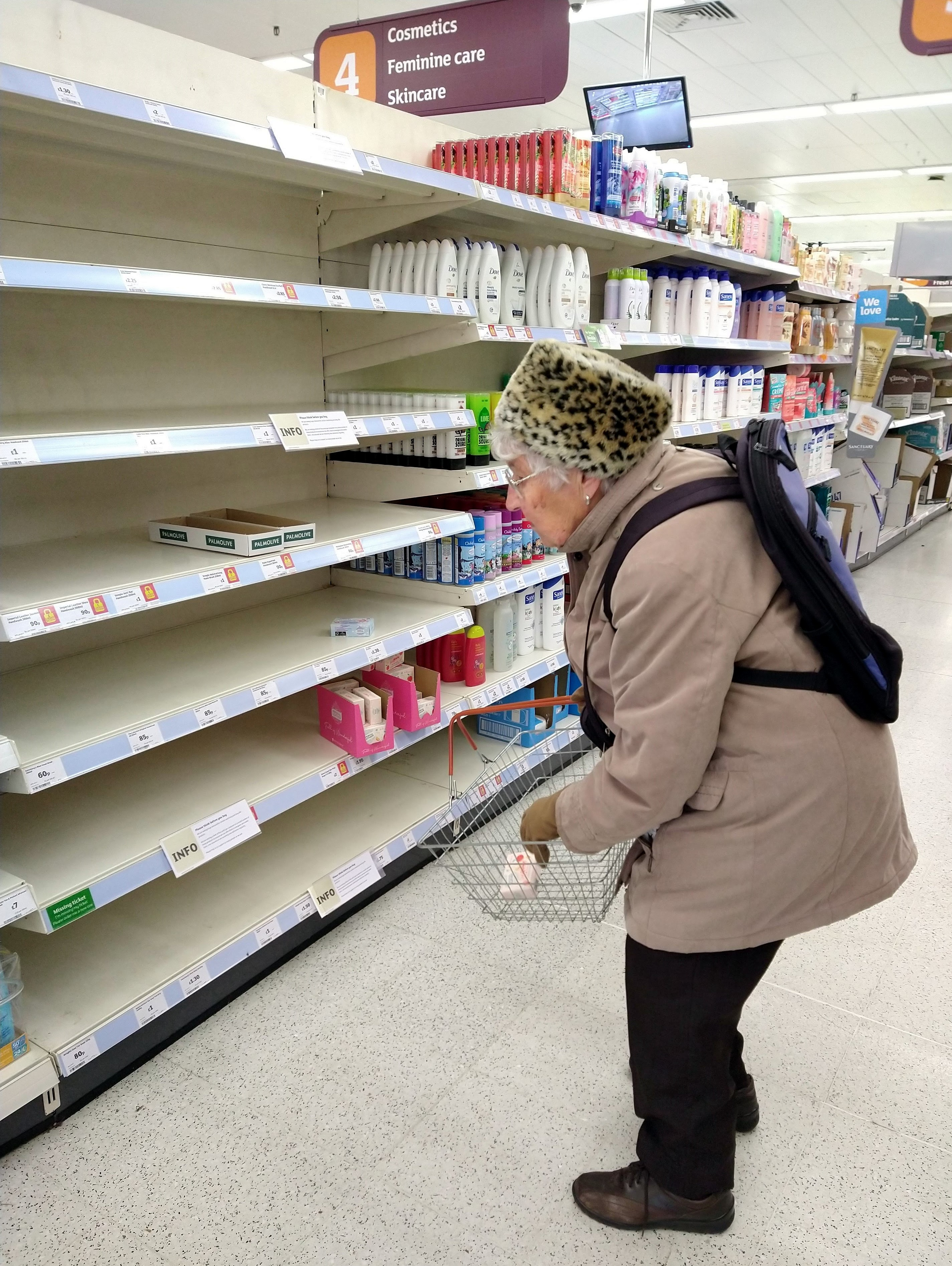
Мыло почти распродано, Лондон, 12 марта

1 марта было зарегистрировано еще 13 случаев, добавив в список пострадавших районов Большой Манчестер и Шотландию и доведя общее число заражений до 36, три из которых, видимо, явились следствием контактов заразившегося жителя Суррея, который за границу не выезжал..
2 марта тесты ещё четырёх человек в Англии показали положительный результат. Все четверо недавно приехали из Италии; они из графств Хартфордшир, Девон и Кент. Сообщалось, что общее число случаев в Великобритании достигло 40, хотя после дополнительного тестирования этот показатель был понижен до 39. На следующий день, когда общее количество подтверждённых случаев в Великобритании составило 51, правительство Великобритании обнародовало свой План действий по борьбе с коронавирусом, в котором описывалось, что Великобритания уже сделала и что планирует делать дальше.
4 марта общее количество подтверждённых случаев возросло уже до 85. Местная пресса объявила, что один из заболевших находился на лечении в университетской больнице Ройал-Стоук. В тот же день впервые недуг выявили в Гибралтаре: пациент приехал на полуостров из Северной Италии.  5 марта Медицинская служба Великобритании сообщила о трёх новых случаях в Шотландии. Тогда же официальные лица сообщили, что общее число подтверждённых случаев заболевания в Великобритании составило 115, и что женщина в возрасте 70 лет с уже имеющимся заболеванием стала первой жертвой коронавируса в Великобритании. Ещё  48 случаев были подтверждены на следующий день, таким образом, общее число заражений к следующему дню превысило 150, а 8 марта к этому числу добавилось ещё 64.
9 марта три случая были зафиксированы в графстве Дорсет.

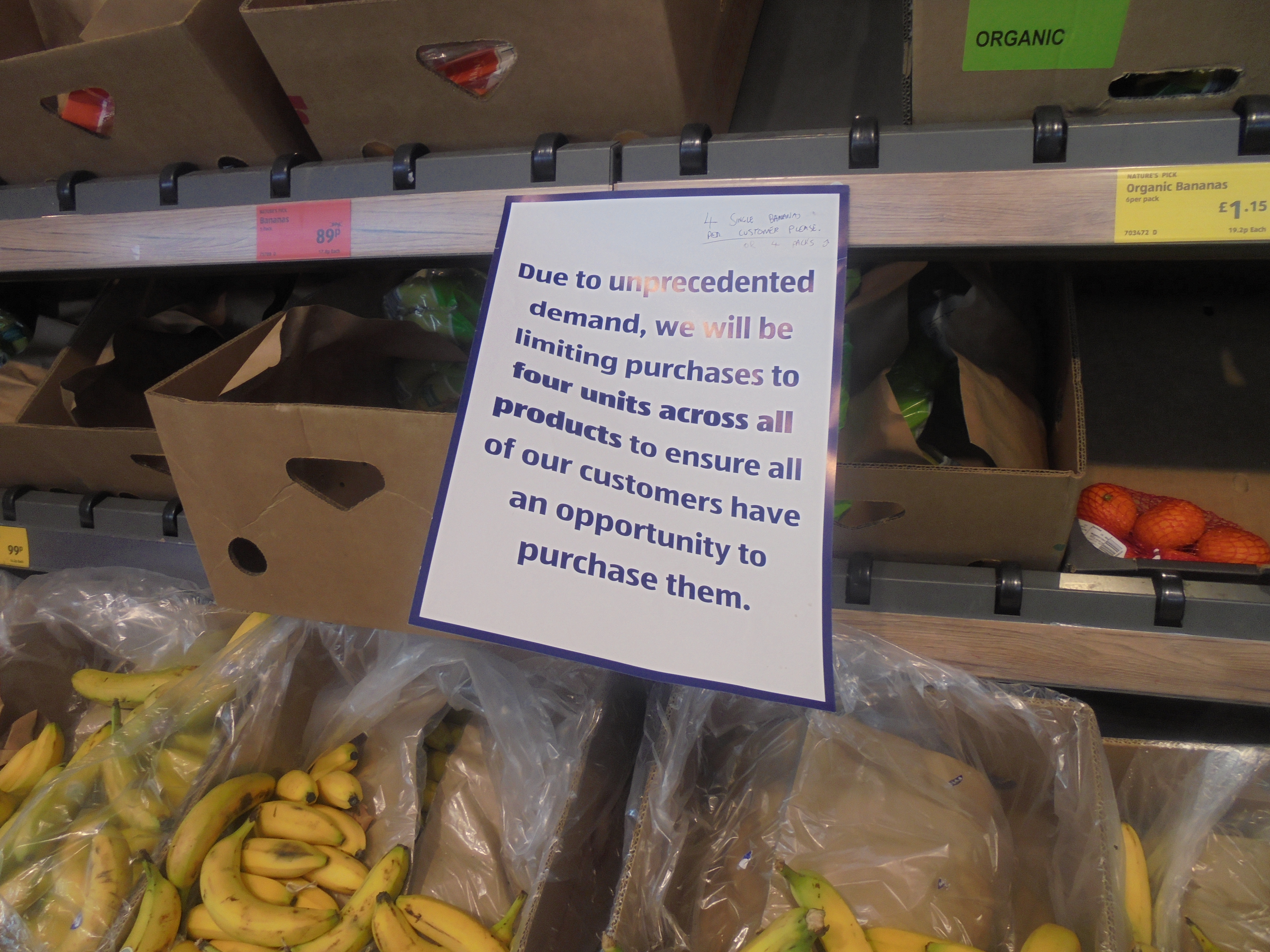
Некоторые супермаркеты стали ограничивать покупки товаров с высоким спросом, 23 марта

10 марта Эванджелос Маринакис, владелец футбольных клубов Ноттингем Форест и Олимпиакос, объявил в своём Instagram, что он заражён этим вирусом. В тот же день поступила информация, что министр по вопросам психического здоровья Надин Доррис также показала положительный результат и самоизолировалась. Ещё девять случаев были также обнаружены в Уэльсе, общее число инфицированных там достигло 15 человек.
11 марта в Великобритании было обнаружено еще 83 случая, в результате чего их общее число достигло 456. Позже в тот же день было объявлено, что в Уэльсе было обнаружено ещё четыре новых случая. ВОЗ объявила вспышку пандемии.
12 марта первый случай заболевания подтвердился в Шеффилде, графство Саут-Йоркшир, где ранее был изолирован мужчина, в результате чего число случаев в графстве достигло 12. Позже в тот же день в Уэльсе было обнаружено 6 новых случаев, в результате чего общее число заболевших там достигло 25. Между тем, общее количество случаев заболевания в Великобритании составило 590. В тот же день Медицинская служба Великобритании повысила риск для государства с умеренного до высокого. Правительство посоветовало людям, имеющим кашель или лихорадку, изолироваться в течение семи следующих дней. Школам было предложено отменить поездки за границу, а людям старше 70 лет и тем, у кого уже были заболевания, было рекомендовано избегать круизов.

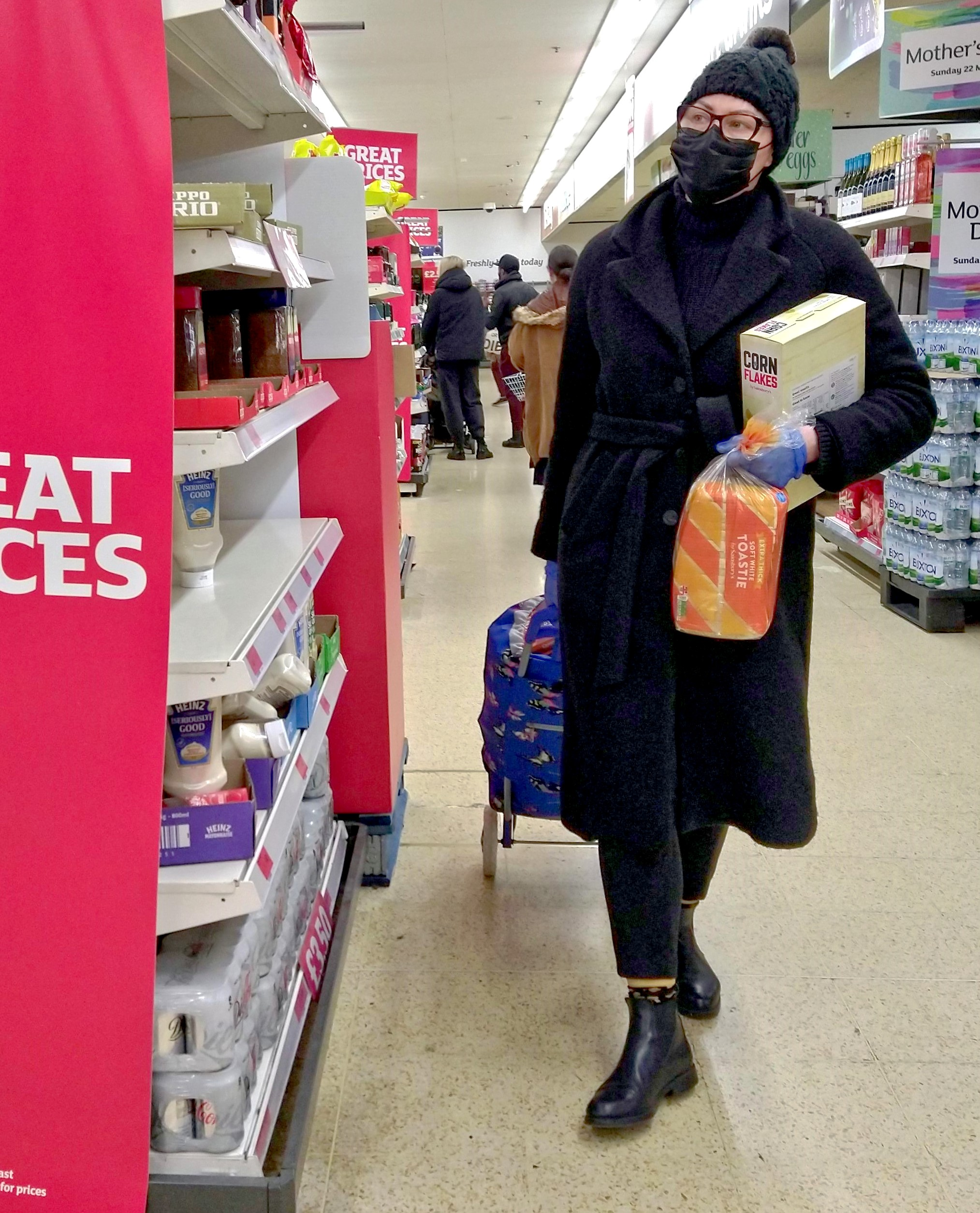
Покупки в резиновых перчатках и маске для лица, Лондон, 15 марта 2020 г.

13 марта число подтвержденных случаев возросло более чем на 200 и составило 798 подтверждённых случаев, в Шотландии был зарегистрирован первый случай смерти от коронавируса. Многие спортивные матчи, включая Лондонский марафон, матч Уэльса с Шотландией в рамках кубка шести наций и все футбольные матчи Премьер-лиги и Английской футбольной лиги были отложены, а местные выборы 2020 года в Великобритании перенесены на год. Аналогичным образом был также перенесен музыкальный фестиваль Country to Country, который должен был состояться 13–15 марта на лондонской арене O2. Правительство Великобритании ограничило экспорт трех препаратов, вводимых пациентам с COVID-19 в клинических испытаниях в Китае: калетру, хлорохинфосфат и гидроксихлорохин.
14 марта число подтвержденных случаев возросло до 1140, а общее число умерших в Великобритании увеличилось до 21.
15 марта Мэттью Хэнкок объявил, что всем людям в Британии в возрасте старше 70 лет будет предложено самоизолироваться «в ближайшие недели». В тот день число случаев заболевания в Великобритании возросло до 1372, а число смертей увеличилось до 35.
16 марта число умерших в Великобритании возросло до 55, а число случаев заболевания превысило полторы тысячи. Были зафиксированы первые смерти от заболевания в Уэльсе. Также 16 марта премьер-министр Борис Джонсон посоветовал всем в Великобритании воздержаться от «несущественных» поездок и контактов с другими людьми, а также предложил людям избегать пабов, клубов и театров, и по возможности работать на дому. Беременным женщинам, людям старше 70 лет и людям с определёнными заболеваниями было настоятельно рекомендовано считать этот совет «особенно важным», их также попросили самоизолироваться в течение нескольких дней. В тот же день у второго члена парламента был обнаружен вирус. Новый член парламента от Джарроу, графство Дарем, Кейт Осборн — получила положительный результат после окончания периода самоизоляции.

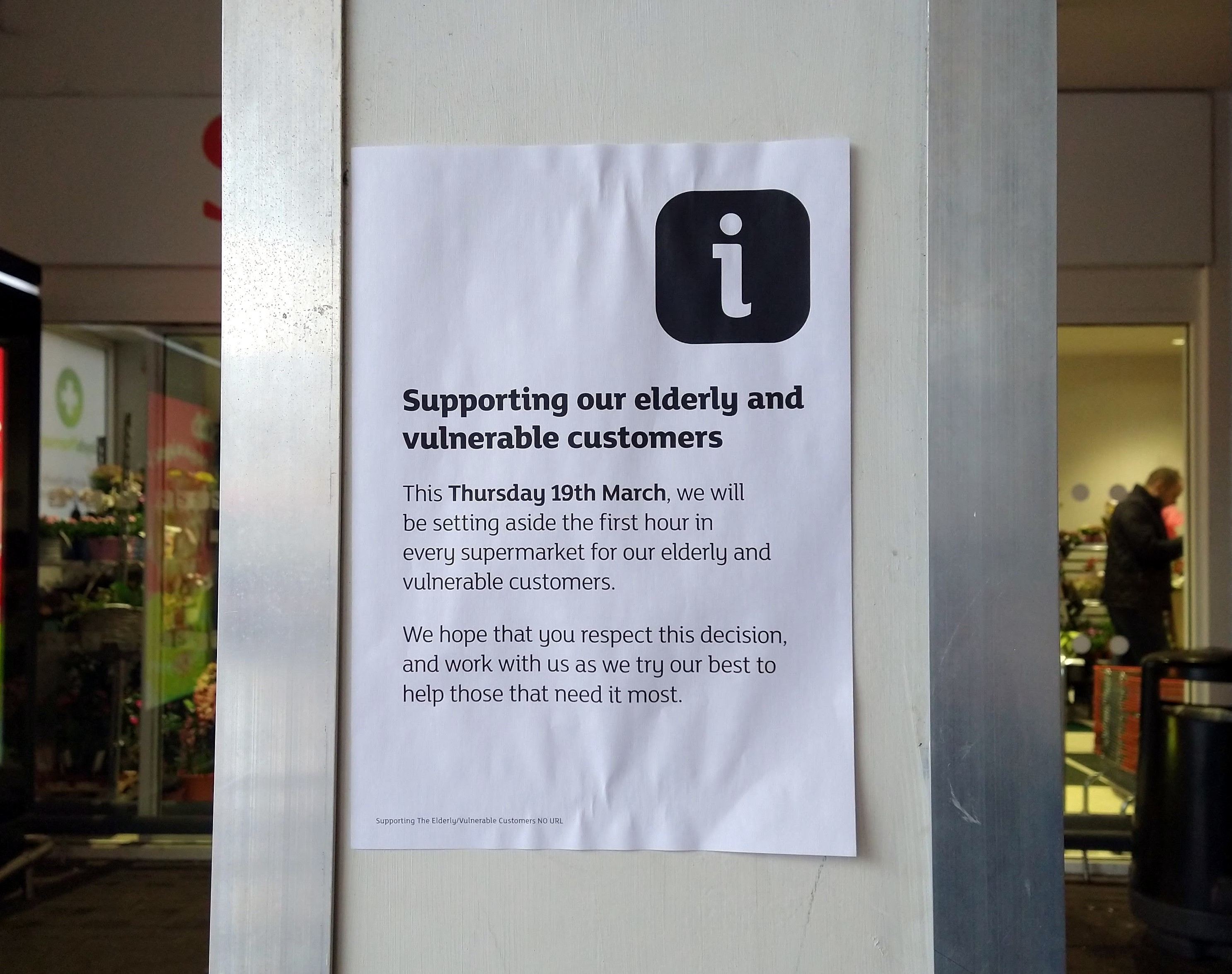
В супермаркетах введены ранние часы покупок для пожилых и уязвимых

17 марта Национальная служба здравоохранения объявила, что все несрочные операции в Англии будут перенесены с 15 апреля, чтобы освободить 30 000 коек. В тот же день канцлер казначейства Риши Сунак объявил, что 330 млрд фунтов стерлингов будут предоставлены в качестве гарантий по кредитам для предприятий, затронутых пандемией. В тот день число погибших в Великобритании выросло до 71, а число подтвержденных случаев приблизилось к двум тысячам.
18 марта лейборист от Брайтон-Кемптауна Ллойд Рассел-Мойл объявил, что у него положительный результат на коронавирус; таким образом, он стал уже третьим депутатом, у которого была диагностирована подобная болезнь.
19 марта первый человек от коронавируса умер в Северной Ирландии. Министерство обороны также объявило о создании Сил поддержки по борьбе с коронавирусом (англ. COVID Support Force), которые позволят военным оказывать поддержку государственным службам и гражданским властям в борьбе с вирусом. Также были объявлены две военные операции: Операция «Рескрипт» (борьба со вспышкой в Великобритании) и операция «Бродшейр» (британская военная деятельность за рубежом).

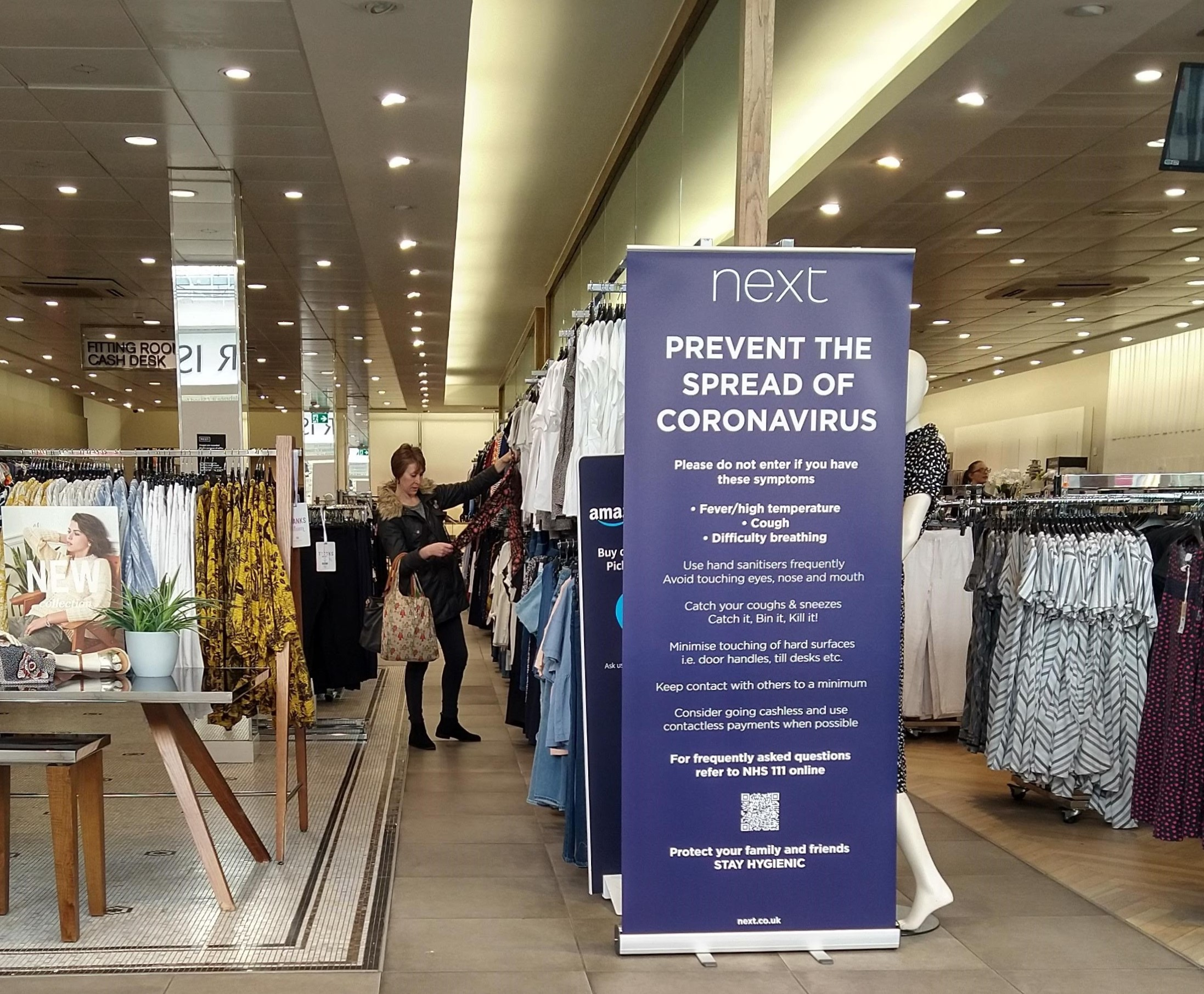
23 марта компания Next закрыла семь сотен своих магазинов, предварительно предупредив о вирусе.

Количество подтвержденных случаев в Шеффилде к 20 марта выросло до 36. Этот показатель стал самым высоким для британского города за пределами Лондона на тот момент.
20 марта подразделение департамента транспорта Driver and Vehicle Standards Agency (DVSA)  объявило, что все ожидаемые практические и теоретические экзамены по вождению должны быть отложены как минимум на 3 месяца (практика) и до 20 апреля включительно (теория). Все кандидаты должны были получить соответствующие уведомления.
22 марта число погибших в Великобритании достигло 281 человек.
23 марта Next стала последней розничной компанией, объявившей, что она временно закрывает свои 700 магазинов из-за пандемии. В результате вируса компания недополучит 1 млрд фунтов стерлингов. В тот же день Даунинг-стрит подтвердила, что министр иностранных дел Доминик Рааб является «назначенным выжившим», т.е. человеком, который заменит нынешнего премьер-министра страны Бориса Джонсона, если тот станет «недееспособным» из-за COVID-19.

### Конец марта 2020 года: введение всеобщего карантина
Вечером 23 марта премьер-министр Борис Джонсон в телевизионном эфире объявил, что меры по противодействию вируса должны быть ужесточены, при этом будут введены широкомасштабные ограничения на свободу передвижения в течение запланированного периода всеобщего карантина, рассчитанного на три недели.
Правительство предписывало людям оставаться дома в течение всего этого периода. На улицу разрешается выходить только за покупками или в медицинское учреждение. Поездки на работу разрешались, но только в том случае, если дистанционная работа невозможна. Многие другие несущественные действия, включая все публичные и общественные мероприятия, за исключением похорон, оказывались запрещены.
24 марта всем клиентам услуг беспроводной связи в стране были отправлены текстовые сообщения с уведомлением об этих ограничениях. Кампания проводилась в сотрудничестве с провайдерами беспроводной связи в стране; ещё в 2013 году правительство одобрило использование Cell Broadcast, технологии, внедрённой в других странах, которая может отправлять экстренные сообщения на все мобильные телефоны, как «эффективный способ заставить людей принимать специальные защитные меры в чрезвычайных ситуациях». Несмотря на то, что подобная система была проверена правительством Великобритании, она так ни разу и не была использована до 2020 года; Тоби Харрис объяснил подобную задержку внутренними разногласиями относительно вопросов финансирования и деталей эксплуатации системы.
Согласно официальным данным, опубликованным 24 марта, за последние 24 часа было зарегистрировано 87 новых случаев смерти от коронавируса, в результате чего общее число смертей достигло 422.

## Тестирование и наблюдение

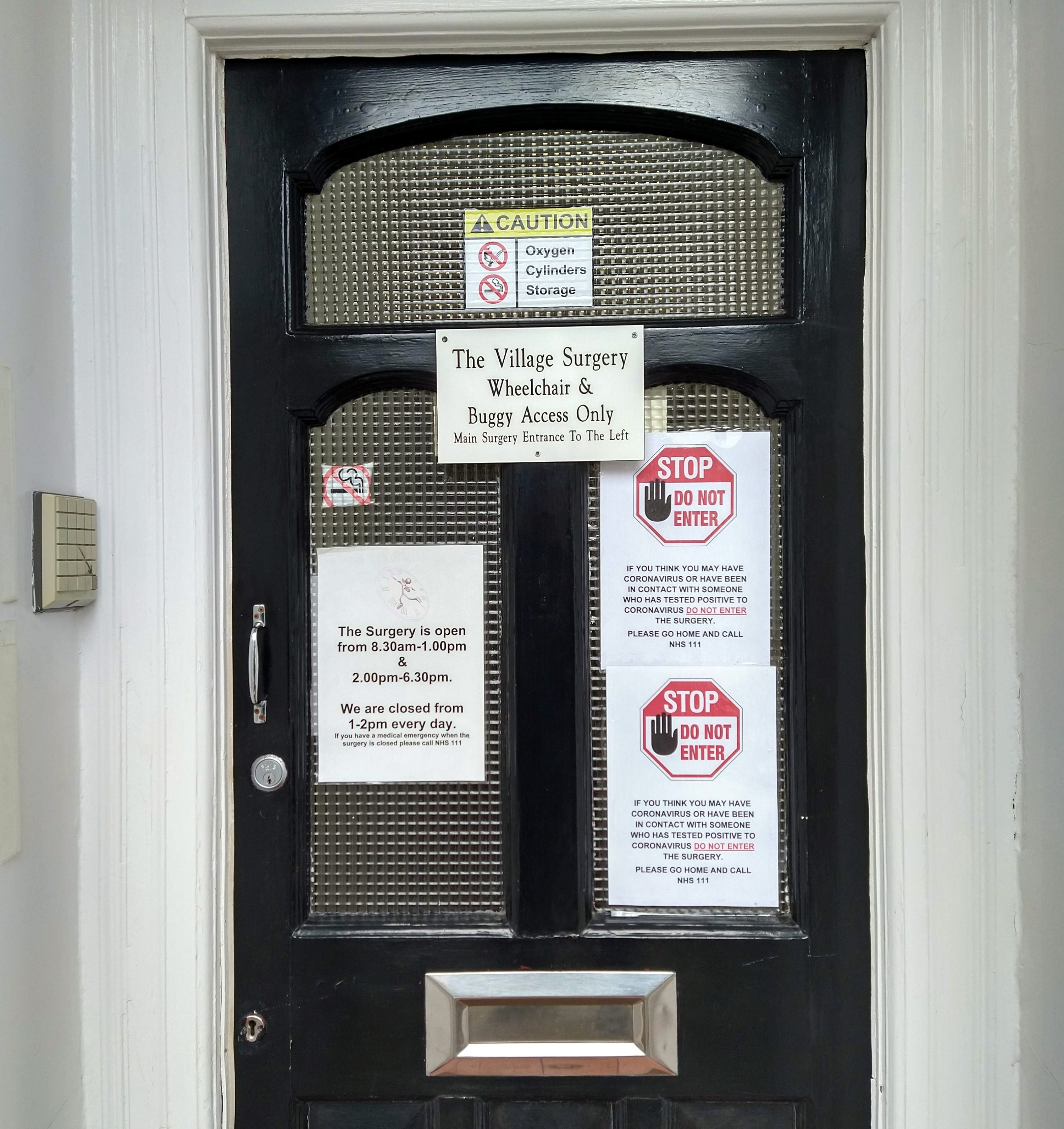
Предупредительные уведомления на двери лондонской операционной, 13 марта 2020

Вскоре после подтверждения того, что причиной появления симптомов пневмонии в Ухане стал новый коронавирус, китайские власти поделились своими наработками с мировым сообществом. Впоследствии Великобритания разработала специальный лабораторный тест. К 3 февраля в Великобритании было проведено 326 тестов. В течение следующих нескольких недель Общественное здравоохранение Англии предоставил тест для двенадцати других лабораторий в Великобритании, что позволило тестировать по 1000 человек в день.
После того, как 26 февраля 2020 года в Лондоне 300 сотрудников попросили работать дистанционно, пока человек с подозрениями на коронавирус ждал результатов теста, PHE объявил, что тестирование нужно распространить на всю Великобританию, чтобы охватить людей с симптомами гриппа в восьми больницах: Королевской больнице Бромптона и Харефилда, больнице Гая и Сент-Томаса, госпитале Адденбрукса, а также госпиталей Брайтона и Суссекса, Ноттингема, Южного Манчестера, Шеффилда, Лестера. Вскоре наблюдение было введено в некоторых больницах в Шотландии.
11 марта NHS England объявила, что тестирование в лабораториях NHS увеличится с 1500 до 10000 в день. Тест состоит из взятия пробы из носа, горла, более глубоких образцов лёгкого, крови или стула и транспортировки упакованных образцов в указанную региональную лабораторию PHE. По состоянию на 12/13 марта 2020 года, в Великобритании было проведено 29 764 теста, т.е. 450,8 тестов на миллион человек.

## Прогнозирование
Отчёты Совета по медицинским исследованиям Центра анализа глобальных инфекционных заболеваний при Имперском колледже Лондона предоставляют математически рассчитанные оценки уровня заболеваемости и смертности. В феврале группа колледжа, возглавляемая эпидемиологом Нилом Фергюсоном, сообщила, что две трети случаев у путешественников из Китая не были обнаружены, и что некоторые из них, возможно, начали «цепочки передачи в странах, в которых они оказались».  Это означает, что в Великобритании обнаруживается только один из трёх случаев. Они прогнозируют, что в худшем случае новый коронавирус может заразить до 60% населения Великобритании.
В статье команда колледжа представила подробные прогнозы потенциальных последствий эпидемии в Великобритании и США. Так же там подробно описываются потенциальные результаты целого ряда «не фармацевтических вмешательств», таких как отслеживание контактов и изоляция пациентов, домашний карантин, закрытие баров, общественных мест или школ и социальное дистанцирование. Обозначены две потенциальные общие стратегии: смягчение последствий, цель которой состоит в том, чтобы снизить воздействие эпидемии на здоровье, а не полностью остановить передачу инфекции; и подавление, цель второй стратегии состоит в том, чтобы снизить скорость передачи до такого уровня, чтобы число выздоровевших оказывалось выше числа инфицируемых. До этого момента действия правительства были основаны на первой стратегии, но математическое моделирование предсказывало, что, хотя это и приведет к сокращению смертности примерно на 2/3, от болезни погибнет приблизительно четверть миллиона человек, а система здравоохранения страны будет перегружена. В тот же день, когда был опубликован отчёт, премьер-министр объявил на пресс-конференции о значительных изменениях в правительственных рекомендациях, распространении самоизоляции на целые домохозяйства, консультировании по вопросам социального дистанцирования, особенно для уязвимых групп, и указании на то, что, вероятно, потребуются дальнейшие меры в будущем .

## Реакция общества и государства
Действия правительства изменялись в соответствии с количеством обнаруженных случаев и действиями в других странах. В феврале главный медицинский советник правительства Великобритании Крис Уитти пояснил: «У нас в основном есть стратегия, которая зависит от четырех тактических целей: первая состоит в том, чтобы сдержать, вторая из них — отложить, третья — выполнить исследования, и четвертая — снижение риска». Вот более подробное изложение этих «целей».
- Сдерживание: выявление ранних случаев, контроль тесных контактов, предотвращение распространения болезни в стране на максимально возможный срок.
- Откладывание: замедление распространения в пределах Великобритании.
- Исследования: лучшее понимание вируса и действия, которые уменьшат его влияние на население Великобритании; введение новшеств, включая диагностику, лекарства и вакцины; использование фактических данных.
- Снижение риска: предоставление наилучшей медицинской помощи людям, которые заболевают, поддержка больниц в поддержании основных услуг и обеспечение постоянной поддержки инфицированных людей для минимизации общего воздействия заболевания на общество, общественные службы и экономику[117].

Четыре руководителя медицинской службы Великобритании повысили уровень риска в стране с низкого до умеренного 30 января 2020 года, после объявления Всемирной организацией здравоохранения чрезвычайной ситуации в области общественного здравоохранения, имеющей международное значение. Как только в Великобритании были зафиксированы первые случаи заболевания (31 января 2020 года), в стране была запущена информационная кампания в области общественного здравоохранения, чтобы дать людям советы о том, как снизить риск распространение вируса. Туристам из китайской провинции Хубэй, включая столицу Ухань, было рекомендовано самостоятельно изолировать себя: «оставаться дома, не ходить на работу, в школу или общественные места, не пользоваться общественным транспортом или такси», и позвонить в по номеру 111, если они прибыли в Великобританию в последние 14 дней, независимо от того, были они нездоровы или нет.  Последующие случаи в начале февраля побудили Мэттью Хэнкока объявить о введении положения по охране здоровья.

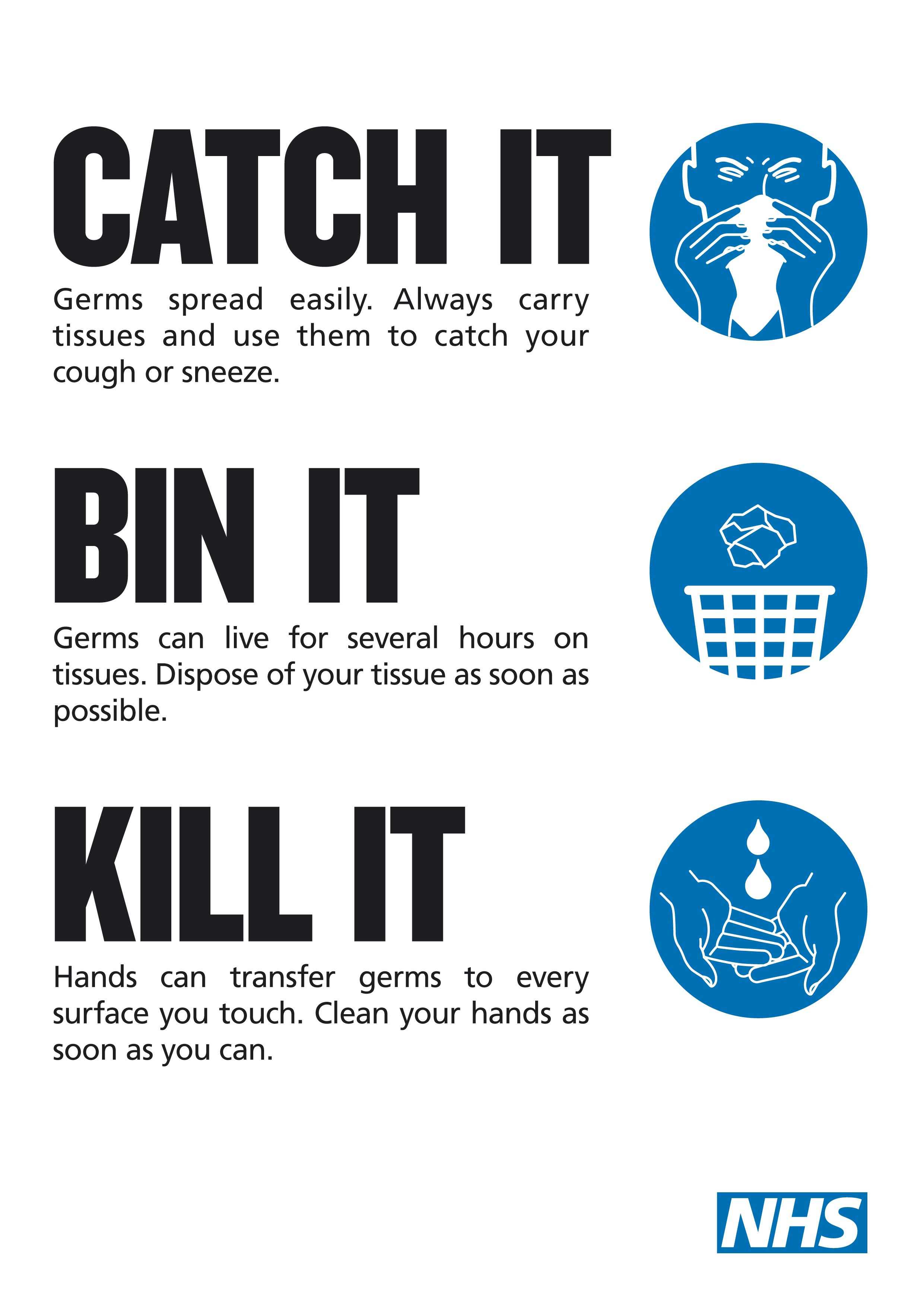
Плакат для лозунга «Поймай, выбрось, убей», который был возрожден в ходе борьбы с коронавирусом

25 февраля 2020 года рекомендации медицинской службы Соединённого Королевства распространились на всех туристов, которые вернулись в государство не только из провинции Хубэй, но и из Ирана, из особых районов, определённых итальянским правительством в качестве карантинных зон на севере Италии, и особой зоны в Южной Корее. Этот совет также предназначался для любого человека, у которого были симптомы, напоминающие грипп, и который вернулся в Великобританию с 19 февраля из Вьетнама, Камбоджи, Лаоса, Мьянмы и итальянских районов к северу от Пизы, Флоренции и Римини. Позже самоизоляция была рекомендована всем, кто возвращался из Италии позднее 9 марта .
Первоначально премьер-министр Борис Джонсон, в основном, держал Великобританию открытой, не рассматривая те виды ограничений, которые вводили в других странах Европы. В пятницу 13 марта главный научный советник Великобритании сэр Патрик Валланс сказал в эфире BBC Radio 4, что одна из «ключевых вещей, которые нам нужно сделать», — это «создать какой-то коллективный иммунитет, чтобы больше людей были защищены от этой болезни, и, таким образом, мы сможем замедлить распространение». Валланс отметил, что для достижения коллективного иммунитета достаточно заразиться 60% населения Великобритании . Эта позиция подверглась критике со стороны экспертов, которые утверждали, что это приведёт к гибели сотен тысяч человек и сокрушит систему здравоохранения. Более двухсот ученых призвали правительство пересмотреть подход в открытом письме. Впоследствии министр здравоохранения Мэттью Хэнкок отрицал, что планом Великобритании являлся коллективный иммунитет, хотя Министерство здравоохранения Великобритании заявило, что «коллективный иммунитет является естественным побочным продуктом эпидемии».
2 марта Борис Джонсон в интервью BBC News отметил: «Самое важное сейчас — это то, что мы готовимся к возможному очень значительному распространению коронавируса среди населения Великобритании». Это произошло после того, как в стране был подтверждён 39-й случай, спустя месяц после первого заражения. В тот же день программа BBC One «Коронавирус: все, что вам нужно знать» ответила на вопросы населения о вспышке. . На следующий день был представлен план действий по борьбе с коронавирусом. Ещё через день, когда общее число случаев в Великобритании достигло 51, правительство объявило вспышку «четвёртого уровня», что позволило системе здравоохранения Англии  взять на себя управление всеми ресурсами национальной системы здравоохранения. Планировалось,что соблюдение гигиены, вкупе со следованием лозунгу «поймай, выбрось, убей» стали бы достаточными мерами, которые бы помогли задержать распространение инфекции и сэкономить время на тестирование лекарств и разработку вакцины.
Общественное здравоохранение Англии также поддерживает в борьбе с коронавирусом британские заморские территории.
В мае разразился сканадал, после того как стало известно, что советник британского премьера Доминик Каммингс во время общенационального карантина посещал своих родных, живущих в 400 км от Лондона, тогда как правила, в разработке которых он сам принимал участие, предписывали всем британцам оставаться дома и не навещать в это время родственников. Оппозиция требует отставки Каммингса, одного из самых влиятельных политиков нынешней администрации.

#### Положения и законодательство
10 февраля 2020 года правительство опубликовало положение по охране здоровья — нормативный документ, подтверждающий первоначальную стратегию правительства. Среди других опубликованных нормативных актов можно отметить изменения в законе о выплате пособий по болезни (вступили в силу 13 марта) и изменения в пособии по трудоустройству и поддержке, и универсальном кредите (также с 13 марта).
19 марта правительство представило законопроект о коронавирусе 2019–21, который предоставит правительству дискреционные полномочия в областях государственной системы здравоохранения, социальной защиты, для регулирования школ, полиции, пограничных войск, местных советов, похорон и судов. Ожидается, что законопроект пройдет все этапы парламентского рассмотрения 23 марта.
Закрытие пабов, ресторанов и спортивных залов в помещениях было осуществлено в соответствии с Положением об охране здоровья. .

#### Связь

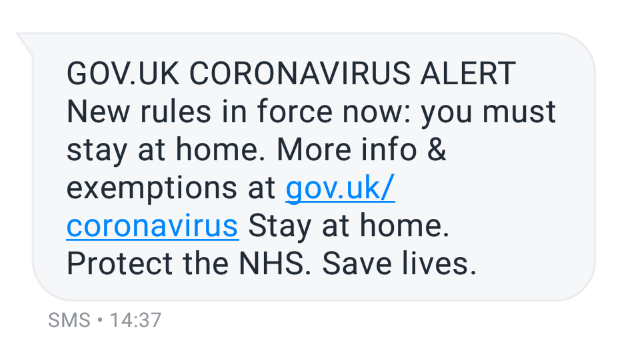
SMS-сообщение правительства Великобритании, 24 марта 2019 года

Правительство проводило ежедневные вечерние пресс-конференции, начиная с 17 марта, которые транслировались на BBC One. В основном они проводились Борисом Джонсоном с министрами кабинета (часто в их числе был Мэттью Хэнкок) и старшими научными советниками.
24 марта все крупные провайдеры мобильной телефонной связи, действуя по запросу правительства, разослали SMS-сообщения каждому из своих клиентов с советами о том, как оставаться в изоляции. Это было первое в истории использование системы.

### Национальная служба здравоохранения
В марте больницы начинают готовиться к отмене всех несрочных процедур.
22 марта правительство объявило, что оно будет просить около 1,5 миллиона человек (это все люди в стране с определенными заболеваниями, которые несут серьезный риск заражения) самостоятельно изолироваться в течение 12 недель. Они должны были быть уведомлены по почте или текстовым сообщением их врачами, им обеспечивались поставки лекарств, продуктов питания и предметов домашнего обихода, доставленные фармацевтами и местными органами власти, и, по крайней мере, первоначально оплачивались национальным правительством.
Также 22 марта Государственная служба здравоохранения включила почти всю частную систему здравоохранения, в результате чего в проект было вовлечено 8 000 коек, 20 000 медицинских работников и 1100 вентиляторов. Существующие запасы вентиляторов составляли 5900 штук в начале вспышки, и правительство также приобретало их у вооружённых сил и поставщиков, покупая все, что они могли поставить.
Вдобавок к 2,5 миллионам масок, уже купленным и распространенным, Мэттью Хэнкок сказал, что Великобритания закупила ещё один миллион.
24 марта 2020 года NHS объявила о планах открыть временную больницу на 4000 коек в выставочном центре ExCeL London в Восточном Лондоне под госпиталь NHS Nightingale.

### Оборона
В марте 2020 года министерство обороны объявило о создании Сил поддержки по борьбе с коронавирусом — двадцатитысячной специальной организации для поддержки государственных служб и гражданских властей в борьбе с вирусом. Также были объявлены две военные операции: Операция «Рескрипт» (борьба со вспышкой в Великобритании) и операция «Бродшейр» (британская военная деятельность за рубежом). 150 военнослужащих начали проходить подготовку по управлению кислородными танкерами для Национальной службы здравоохранения. The Daily Telegraph сообщила, что начальник штаба обороны Ник Картер приказал военным подготовиться к «шестимесячной» операции. Вооружённые силы ранее использовались, чтобы помочь правительству доставить британских граждан домой из Китая и Японии. По некоторым сообщениям, 22 марта Королевские военно-воздушные силы оказывали помощь в возвращении британских граждан и граждан ЕС с Кубы. The Guardian сообщила, что для освобождения персонала для Сил поддержки были отменены учебные учения, в том числе за рубежом в Канаде и Кении. Также был отменён авиационный показ боевой авиационной техники Royal International Air Tattoo на авиабазе Фэрфорд.
Королевские военно-воздушные силы начали использовать аэропорт Бирмингема, чтобы доставлять пациентов с коронавирусом в местные больницы на вертолете. Тяжелобольные пациенты на военных самолётах Airbus A400M также были доставлены из госпиталя Гильберта Бэйна в Шетланде в отделение интенсивной терапии в Абердине.
24 марта 2020 года военные планировщики помогли создать полевой госпиталь в Восточном Лондоне, названный «Nightingale Hospital», который будет укомплектован военными.

### Транспорт

#### Авиация
Во второй половине января аэропорт Хитроу получил дополнительный медицинский персонал и усилил надзор за тремя прямыми рейсами, которые прибывали из Уханя каждую неделю; каждый рейс должна была встречать команда здравоохранения аэропорта. Позже авиакомпании, в том числе British Airways и Ryanair, объявили о ряде отмен рейсов в марте.
Региональная авиакомпания Flybe оказалась на грани краха из-за финансовых затруднений в начале года. Это, в сочетании со снижением продаж билетов в результате вспышки коронавирусной инфекции, вынудило авиакомпанию прекратить продажу билетов 4 марта 2020 года. На следующий день компания прекратила свою деятельность.

#### Общественный транспорт
20 марта Southeastern стала первой компанией, осуществляющей железнодорожное сообщение, которая объявила о сокращённом расписании, которое вступит в силу с 23 марта. В тот же день правительство объявило о чрезвычайных мерах по защите железнодорожной сети страны, владельцы абонементов получили возмещение.
19 марта сеть скоростных трамваев Stagecoach Supertram в Шеффилде объявила, что с 23 марта они перейдут на модифицированное воскресное расписание до дальнейшего распоряжения. Местные автобусные операторы First South Yorkshire и Stagecoach Yorkshire, которые работали в том же районе, объявили, что они также перейдут на сокращённое расписание с 23 марта.
Transport for London приостановила системы London Overground и Night Tube, а также всё движение на линии Ватерлоо-энд-Сити (с 20 марта). В тот же день были закрыты 40 станций метро. Мэр Лондона и TfL призвали людей пользоваться общественным транспортом только в случае крайней необходимости, чтобы его могли использовать критически важные работники. Дальнейшее сокращение объема услуг с 23 марта коснется услуг London Overground, TfL Rail, Доклендского лёгкого метро и London Trams.

### Потребители

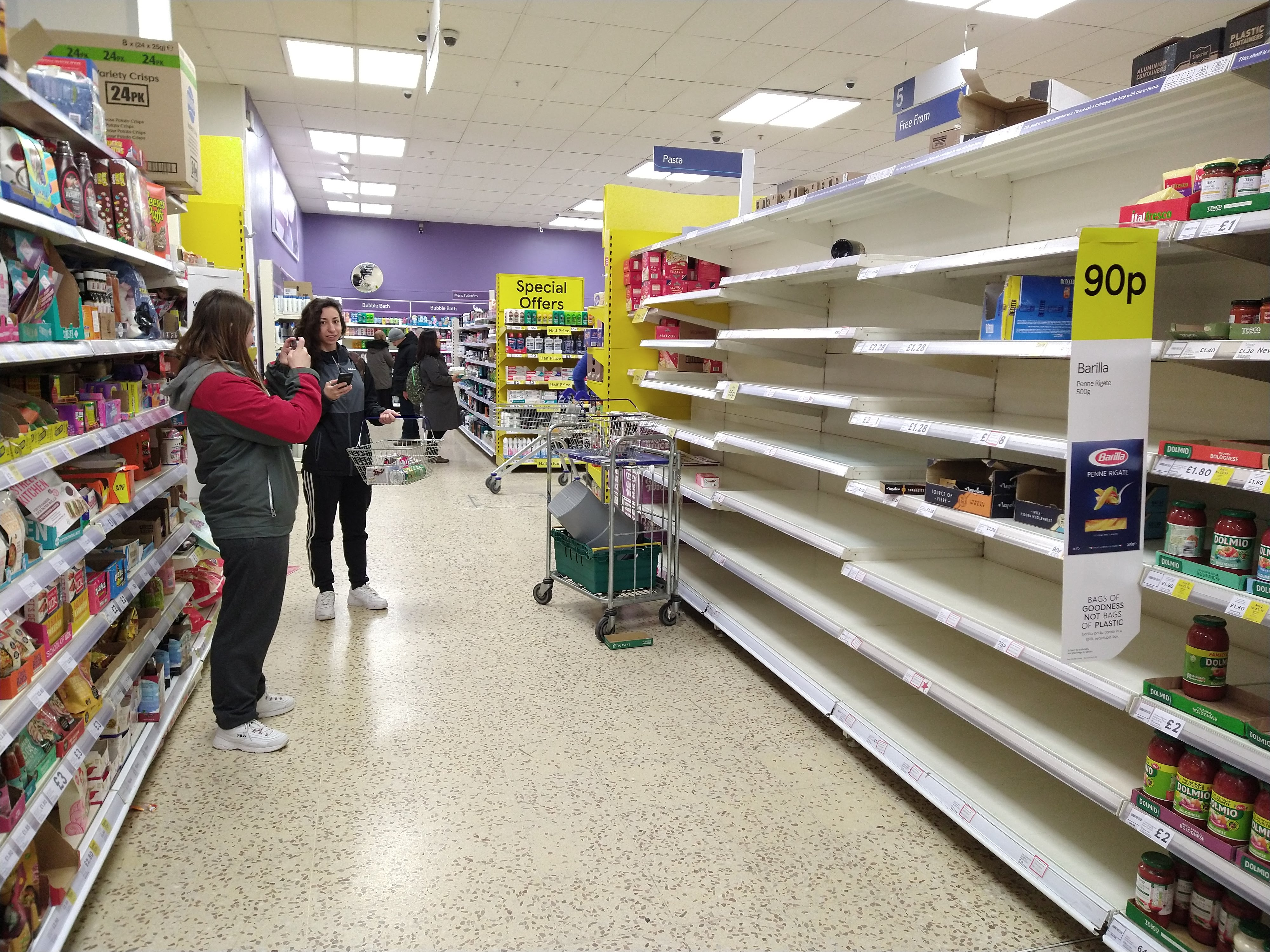
Почти пустая секция макарон в лондонском Tesco, 7 марта 2020 г.

В The Guardian сообщалось, что британские супермаркеты и их поставщики разработали план, который обеспечивал бы постоянную поставку ряда основных товаров в случае начала панических покупок со стороны потребителей. Сообщалось, что Tesco, крупнейшая сеть супермаркетов в стране, проводила симуляционные упражнения для предупреждения таких событий, как вспышка пандемического гриппа, которая может быть использована для борьбы со вспышкой коронавируса. Поступали сообщения о продаже дезинфицирующих и антибактериальных средств в некоторых супермаркетах. Интернет-магазины сообщают, что потребители размещают необычно крупные заказы.

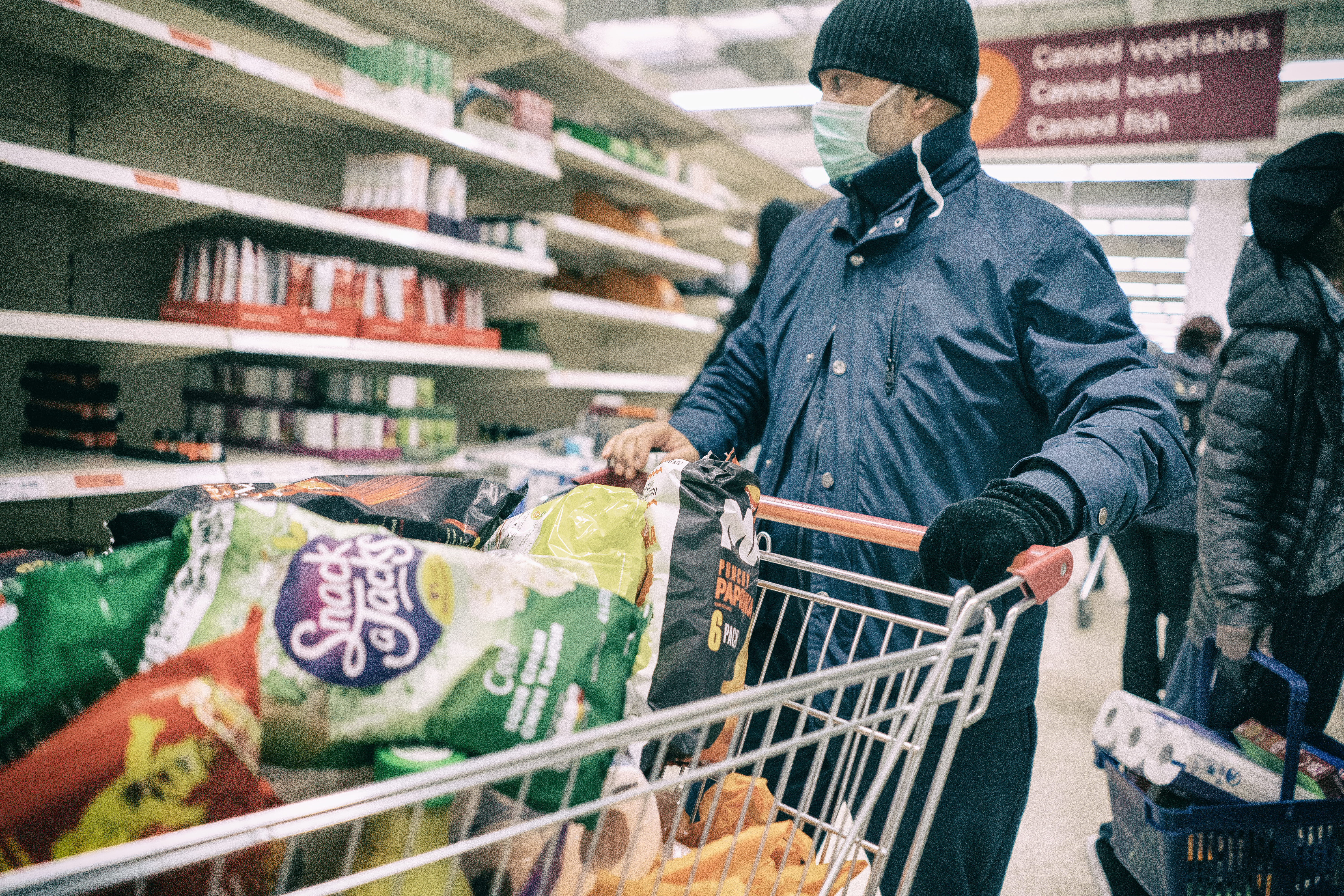
Люди в Лондоне покупают больше консервов и туалетной бумаги, 18 марта 2020 г.

Одни супермаркеты и магазины отреагировали ограничением количества покупок популярных товаров, другие —устанавливали общий лимит по всему ассортименту. Sainsburys объявил 18 марта, что они введут специальный час покупок для пожилых и нетрудоспособных клиентов, а также предоставят им приоритет для онлайн-поставок. Другие супермаркеты, такие как Iceland and Morrisons, также приняли определённые меры. 21 марта в Sainsbury также объявили, что они будут предоставлять выделенные часы медицинским работникам, пожилым клиентам и другим уязвимым группам населения: три утра в неделю.

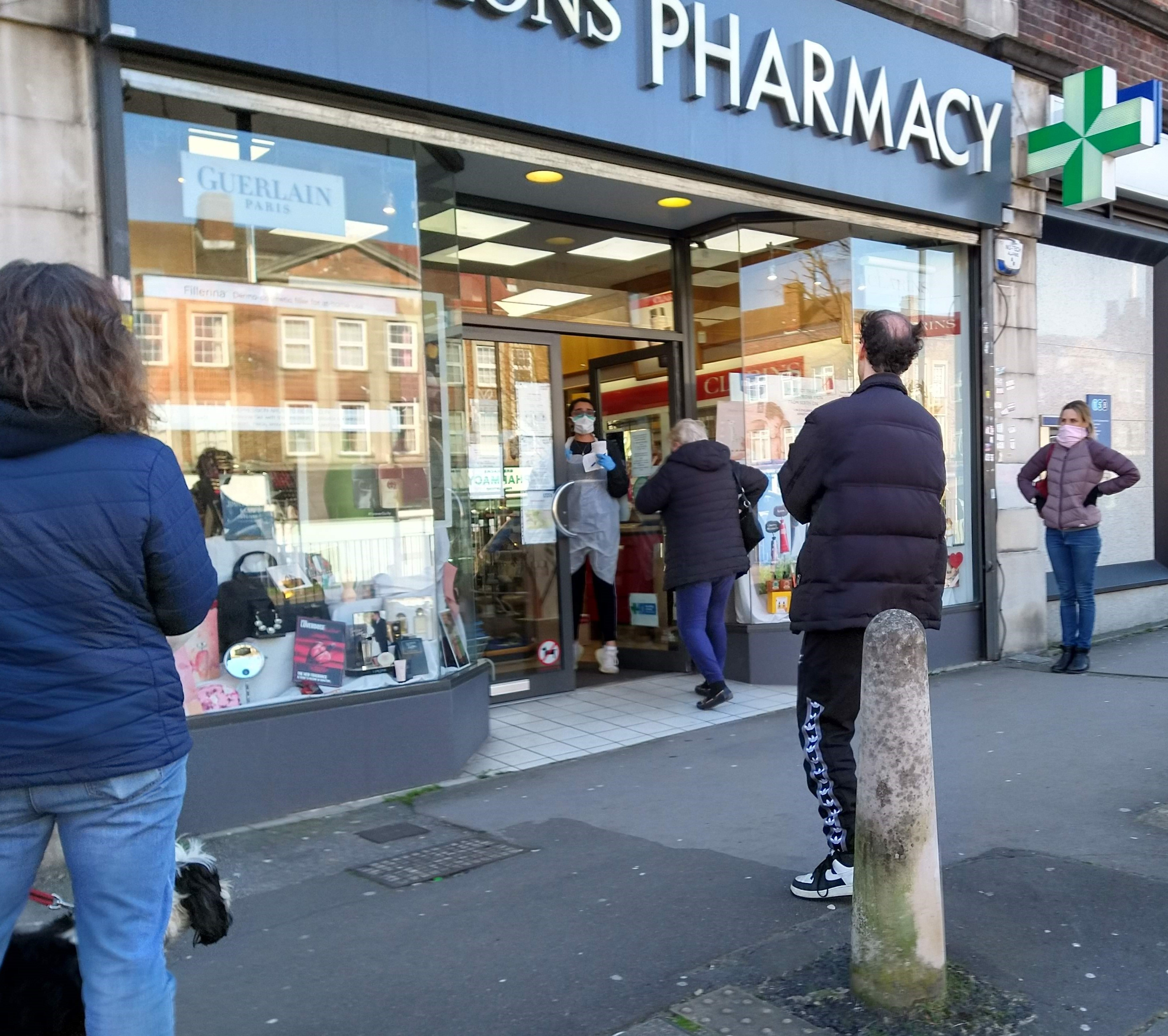
Социальное дистанцирование в лондонской аптеке, 23 марта 2020 г.

Amazon не позволила продавцам отправлять ненужные товары на свои склады, а Selfridges закрыли все свои магазины, однако покупатели по-прежнему могут приобретать товары на веб-сайте.
В ответ на панические покупки продуктов питания 21 марта профессор Стивен Повис, медицинский директор NHS England, заявил, что сотрудники NHS лишены продовольствия из-за действий некоторых потребителей, и призвал людей делать покупки ответственно. Хелен Дикинсон, глава Британского розничного консорциума, сказала, что в цепочке поставок было достаточно продуктов, но проблема заключалась в доставке их розничным продавцам достаточно быстро, предполагая, что в пищевой промышленности наблюдается «пик спроса», как на Рождество, но «без четырехмесячного периода наращивания». Она добавила, что в предыдущие три недели на еду было потрачено дополнительно 1 млрд фунтов. Министр окружающей среды Джордж Юстис также призвал покупателей прекратить панические покупки. В тот же день стало известно, что Tesco, Asda, Aldi и Lidl начали кампанию по найму до 30 000 новых сотрудников.
21 марта правительство объявило об отмене 5-процентной платы за перевозку багажа при онлайн-доставке продуктов питания.

### Еда и гостеприимство
Магазины быстрого питания и напитков, Pret a Manger и McDonald's сначала объявили, что они не позволят покупателям сидеть и есть в помещениях, но те смогут по-прежнему забирать продукты домой. 22 марта McDonald's объявил, что закроет все торговые точки в Великобритании и Ирландии к 19:00 23 марта. Позже в тот же день Nando's объявили, что они также закроют свои торговые точки.
Первоначально сеть пабов JD Wetherspoon оставалась открытой, несмотря на правительственные рекомендации избегать мест социальной активности, включая пабы. Сеть объявила, что будет держать все пабы открытыми, «если правительство не заявит об ином» . 20 марта все пабы Wetherspoon были закрыты в соответствии с инструкциями правительства.

### Строительство
Строительные площадки в основном оставались в рабочем состоянии после введения правил социального дистанцирования. Однако 24 марта строительные компании, в частности, Barratt, Taylor Wimpey, Mace и другие приостановили работу 24 марта.

### Экономика
Глава Банка Англии призвал правительство Великобритании оказать поддержку предприятиям, пострадавшим от вируса Чтобы стимулировать экономику, Банк Англии снизил процентные ставки с 0,75 до 0,25 процента. 19 марта процентная ставка была снова снижена на этот раз до 0,10% — это самая низкая ставка за 325 лет существования банка.

### Образование
После случаев в Италии школа Крэнсли в Нортуиче, Чешир и католический колледж Тринити в Мидлсбро закрылись, так как некоторые из их учеников вернулись из Италии с симптомами гриппа. К 28 февраля в Англии были закрыты четырнадцать школ. Университет Лафборо сообщил, что после недавней поездки в Италию студент сдал положительный тест на наличие коронавируса, и указал, что несколько сотрудников и студентов самоизолировались.
Кембриджский университет подвергся резкой критике за их непоследовательную реакцию на пандемию. 13 марта студентам и сотрудникам сообщили, что им не рекомендуется путешествовать за границу, а университет останется открытым при ограниченной вместимости. Однако 18 марта вице-канцлер Стивен Туп объявил о внезапной "смене курса" и, начиная со второй половины пятницы (20 марта), все здания университета будут закрыты на неопределенный срок для всех сотрудников и студентов, всем студентам же настоятельно рекомендовалось покинуть Кембридж.. Более тысячи студентов из Кембриджа подписали открытое письмо с просьбой предоставить несколько вариантов замены отменённых экзаменов в Кембридже, включая возможность повторной сдачи дисциплин части или всего учебного 2020–21 года.

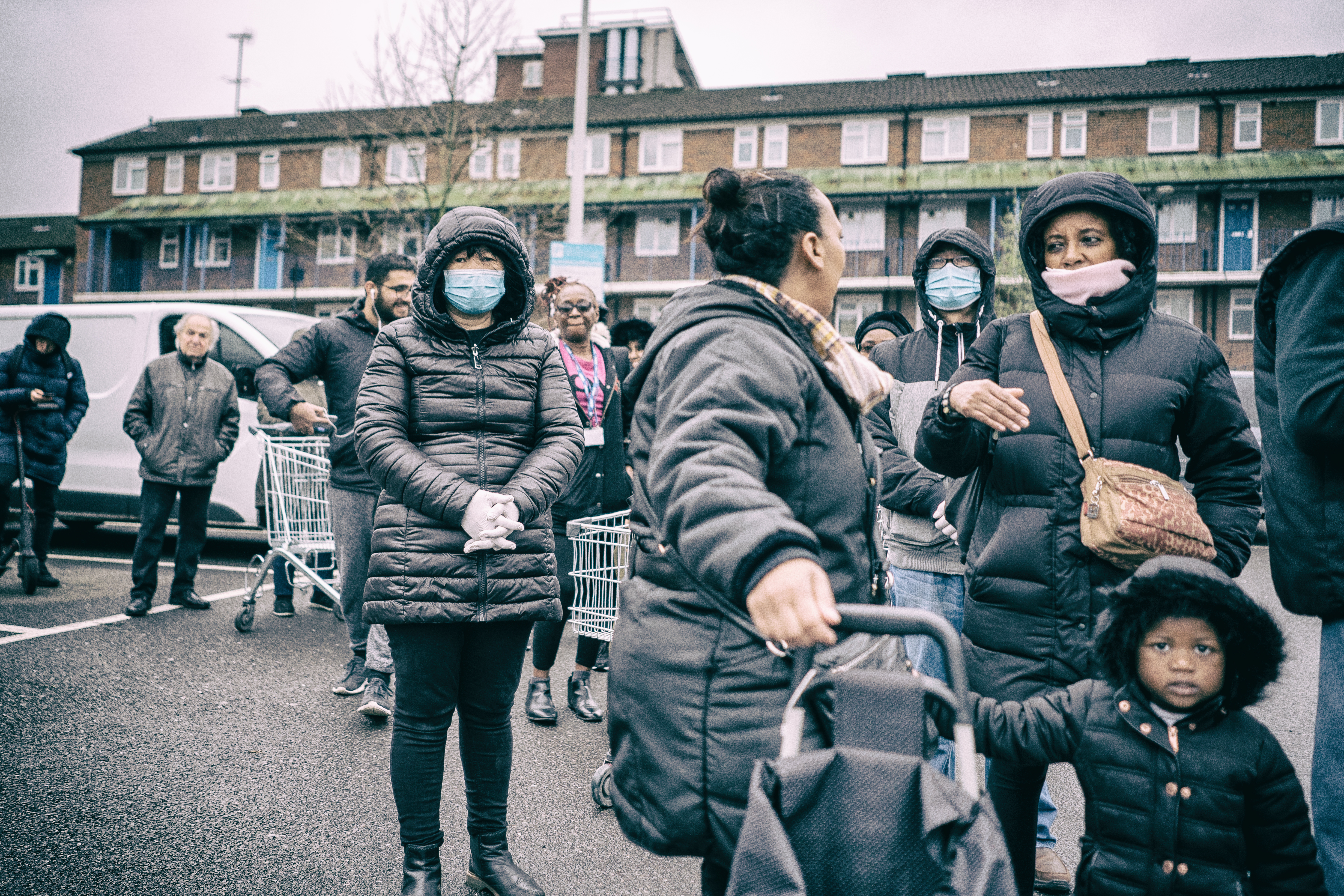
Люди в Лондоне в масках 19 марта 2020 года

Университет Ковентри сначала приостановил все выпускные церемонии, которые должны были состояться в марте и апреле, а с 20 марта приостановил всё очное обучение, отдав приоритет онлайн-обучению. Примерно в то же время многие другие высшие учебные заведения предприняли аналогичные шаги.
18 марта правительство Уэльса объявило, что все школы в Уэльсе будут закрыты к 20 марта. В тот же день первый министр Шотландии Никола Стерджен объявила, что шотландские школы также будут закрыты с 20 марта и могут не открыться до лета. Позднее в тот же день было объявлено, что школы в Северной Ирландии будут закрыты и для учеников, и для персонала уже 20 марта. Вскоре после этого министр образования Великобритании Гэвин Уильямсон объявил, что школы в Англии будут закрыты также с 20 марта на неопределенный срок. Премьер-министр Борис Джонсон заявил, однако, что школы по-прежнему будут заботиться о детях ключевых работников.  Правительство Великобритании также объявило, что экзамены GCSE и A Level должны быть отменены, что является беспрецедентным событием в истории образования Великобритании, а оценки должны будут выставляться на основе прогнозируемых оценок и оценок учителей.

### Закон и порядок
Поступали сообщения об инцидентах на почве ненависти в отношении итальянцев и китайцев, а один студент из Сингапура подвергся нападению в Лондоне, когда полиция атаковала его, из-за страха перед коронавирусом. 17 марта судебные процессы, продолжавшиеся более трех дней, были отложены до мая в Англии и Уэльсе, в то время как шотландские суды не начинали никаких новых судебных разбирательств на неопределенный срок. В Англии и Уэльсе ведение уже открытых дел будет продолжаться.

#### Тюрьмы
Правительство выпустило специальное руководство для тюрем в случае появления симптомов или случаев коронавируса, в частности, в этом руководстве содержится правило, согласно которому «любой заключенный или заключенный с недавно появившимся постоянным кашлем или высокой температурой, должен находиться в защитной изоляции на 7 дней».
14 марта сотрудник тюрьмы HMP High Down в Суррее сдал положительный тест на вирус и был отправлен домой на самоизоляцию. Четыре офицера, которые контактировали с ним, были также изолированы в качестве меры предосторожности. 18 марта первый случай коронавируса был зарегистрирован среди заключенных в Великобритании. Заключенный, который отбывал срок в HMP Manchester (Strangeways), был переведен в больницу. Хотя другие заключенные или сотрудники не дали положительного результата на вирус, тринадцать заключённых и четыре сотрудника также были изолированы. 19 марта выяснилось, что около 75 сотрудников HMP Berwyn в Уэльсе не работали из-за болезни или самоизоляции, и 22 заключенных, у которых были обнаружены симптомы коронавируса, были изолированы тюрьмой. Однако в тюрьме было достаточно, чтобы оставаться полностью работоспособными. Ещё один тюремный сотрудник сдал положительный тест на коронавирус 20 марта в HMP Whitemoor около Марча, Кембриджшир.
В связи с ситуацией в HMP Manchester, аналитический центр государственных услуг Reform призвал освободить 2 305 преступников с «низким уровнем риска» на короткие сроки, для снижения риска коронавируса среди заключенных.. В их отчете утверждается, что тюрьма «переполнена [антисанитарными условиями и имеет плохое медицинское обслуживание]». Аналогичные действия были предприняты в Иране и США.
23 марта заключенный сдал положительный тест на вирус в HMP Birmingham и был помещен в изоляцию. Тюрьма не была полностью закрыта, но приняла решение ограничить доступ. В тот же день у заключенного в HMP Oakwood близ Вулверхэмптона был обнаружен вирус, и его поместили в изолятор.

#### Иммиграционные центры
25 марта было сообщено, что три иммиграционных центра сообщили о случаях заболевания коронавирусом.

### Спорт
5 марта встречи между сборными Англии и Италии на мужских и женских турнирах «Кубка шести наций» которые должны были состояться в Риме 14 и 15 марта, были отложены организаторами турнира после того, как правительство Италии ввело ограничения на посещение спортивных мероприятий. 7 марта домашний матч Шотландии на этом же турнире против Франции также был перенесён после того, как один из шотландских игроков оказался инфицирован. Регбийный союз Англии приостановил все регбийные события в Англии с 17 марта по 14 апреля, а затем продлил этот срок до конца сезона (за исключением Премьершипа). Валлийский регбийный союз также приостановил все регбийные события в Уэльсе с 14 по 30 марта и также продлил этот срок до конца сезона 20 марта.
Чтобы сдержать распространение вируса, Премьер-лига объявила 6 марта об отмене предматчевых рукопожатий между игроками и официальными лицами. 10 марта матч Премьер-лиги между «Манчестер Сити» и «Арсеналом» был отложен в связи с подтверждением того, что владелец футбольных клубов «Ноттингем Форест» и «Олимпиакос» Эвангелос Маринакис заразился коронавирусом. Маринакис встречался с несколькими игроками «Арсенала», когда лондонцы принимали «Олимпиакос» в матче плей-офф Лиги Европы. 10 марта четырёхдневный фестиваль в Челтенхэме продолжился, как и было запланировано, но с усиленными мерами безопасности, на следующий день возобновился Открытый чемпионат Англии по бадминтону в Бирмингеме.
12 марта было объявлено, что главный тренер «Арсенала» Микель Артета показал положительный результат на COVID-19. Буквально на следующий день выяснилось, что полузащитник «Челси» Каллум Хадсон-Одои стал первым игроком Премьер-лиги, который заразился коронавирусной инфекцией. 13 марта профессиональный футбол был на всей территории Соединённого Королевства. Премьер-лига, Английская футбольная лига, Женская суперлига ФА, а также футбольные лиги Уэльса и Северной Ирландии отложили матчи до начала апреля, а Шотландская профессиональная футбольная лига была приостановлена на неопределённый срок. Профессиональный футбол в Англии позже был перенесён на конец апреля В этот день также произошёл и перенос Лондонского, Манчестерского и Брайтонского марафонов с апреля на осень.
Следующие пять дней сопровождались новыми спортивными отменами. Пять матчей, которые должны состояться в субботу 14 марта в рамках Национальной лиги, были отменены, все матчи в Национальной лиге и Северной Премьер-лиге были приостановлены через два дня, а Футбольная ассоциация рекомендовала «отложить футбол на уровне полупрофессиональных лиг на обозримое будущее». Валлийский регбийный союз  прекратил все матчи по регби в  с вечера субботы и до конца месяца. В воскресенье 15 марта была отложена Суперлига по нетболу была отложена. В понедельник, 16 марта, Премьер-лига по регби была приостановлена на пять недель, а вся регбийная деятельность в Англии была отложена до 14 апреля. Кроме того, в понедельник было отменено проведение Великого национального турнира, состоялись перенос Эдинбургского марафона с мая на сентябрь и первая отмена гонки на лодках в мирное время. Во вторник 17 марта до мая были приостановлены все соревнования по автоспорту, проходящие под эгидой Motosport UK. Все соревнования по скачкам были также приостановлены на следующий день,  как и все турниры по боксу, до дальнейшего уведомления.

### Искусство и развлечения

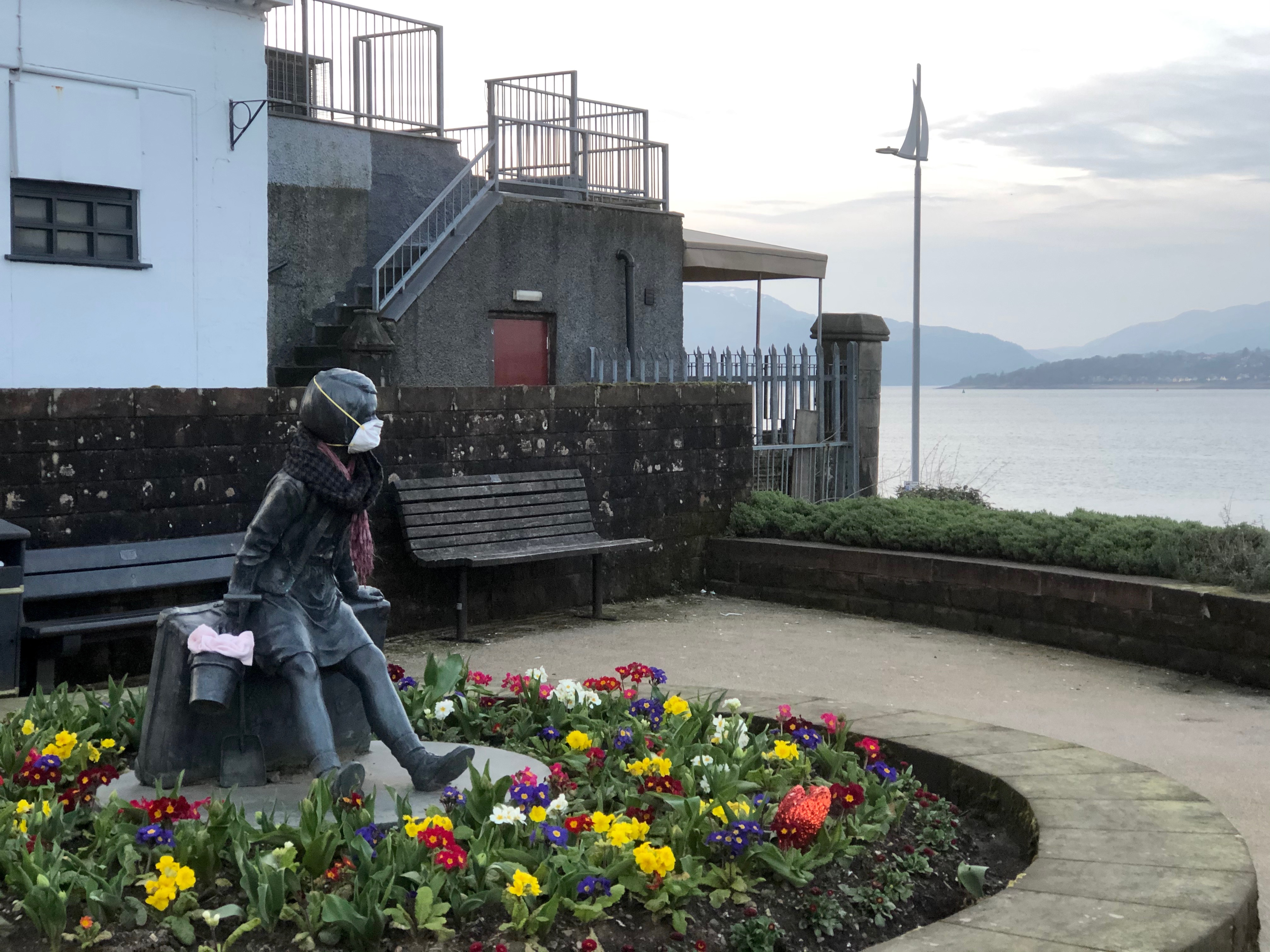
Статуя "Ви Энни" в Гуроке с маской, 22 марта.

13 марта BBC Radio 1 объявило о том, что отменит музыкальный фестиваль Big Weekend, который должен был состояться в Данди в выходные дни весенних банковских каникул в конце мая. Среди других мероприятий, подлежащих отмене, были фестиваль C2C: Country to Country, крупнейшее в Великобритании музыкальное мероприятие кантри,  и фестиваль Гластонбери-2020, который был отменен 18 марта. Среди артистов и групп, которые откладывали или отменяли британские концерты или гастроли, можно отметить Аврил Лавин и группу The Who. Крис Мартин из Coldplay, Yungblud, Кит Урбан и Christine and the Queens провели живые трансляции в социальных сетях. 23 марта «Прайд в Лондоне», крупнейший в Великобритании ЛГБТ-парад, запланированный на 27 июня, также был отложен.
15 марта лондонский « Олд Вик» стал первым театром в Вест-Энде, который отменил спектакль. 16 марта другие театры в Лондоне и в других частях Великобритании закрылись после рекомендации Бориса Джонсона. 17 марта кинотеатры Odeon, Cineworld, Vue и Picturehouse объявили о закрытии всех своих точек в Великобритании.
Среди телевизионных программ, пострадавших от этих событий, можно отметить предстоящие серии Peaky Blinders и Line of Duty (их съёмка была отложена). 16 марта ITV объявила, что пандемия не повлияла на график съемок двух телесериалов, Coronation Street и Emmerdale, но заявила, что программы «напомнят людям о важных проблемах общественного здравоохранения», таких как мытьё рук. Два дня спустя ITV заявила, что график съемок для сериала Coronation Street  изменится, а количество еженедельных эпизодов будет сокращено. 22 марта последовало объявление о полном прекращении съемок со следующего дня. 18 марта ITV объявила, что полуфинал девятой серии The Voice UK, запланированный на субботу 28 марта, будет перенесён на более поздний срок в этом году.
16 марта Би-би-си отложила реализацию запланированных изменений лицензий на ТВ для лиц старше 75 лет с июня по август. 17 марта компания объявила об основных изменениях в расписании всей сети. В то время как такие программы, как Politics Live, Victoria Derbyshire, The Andrew Neil Show, Newswatch, The Travel Show и HARDtalk, были приостановлены, Newsnight и The Andrew Marr Show, продолжат работу с меньшим количеством производственного персонала. Передача Question Time будет перенесена на более раннее эфирное время и будет транслироваться без фиксированной аудитории. Программы подкастов Americast, Beyond Today и The Next Episode также были приостановлены. 18 марта было объявлено о том, что будут приостановлены съёмки «Жителей Ист-Энда». Би-би-си также заявила, что она покажет больше образовательных программ для детей, не посещающих школу, и что она ведет переговоры с Министерством образования и школами о поддержке учебных программ GCSE и A Level с дополнительными программами для BBC Four. Би-би-си также будет транслировать больше программ, посвященных здоровью, фитнесу, образованию, религии и рецептам питания и также совместно с ITV будут выпускать еженедельную программу в прайм-тайм, дающую публичную информацию о пандемии коронавируса. В тот же день был отменен конкурс песни Евровидение-2020, который должен был состояться в мае в Роттердаме. 22 марта ITV объявила, что ее дневные программы Lorraine и Loose Women прекратят прямую трансляцию со следующего дня.
По радио программы Всемирной службы Би-би-си «Мир на этой неделе», «Обновление мира» и «Выходные» были приостановлены. Сводки новостей по BBC Radio2 Radio 3, Radio 4 и Radio 5 в прямом эфире были объединены в один эфир, также как и BBC 6 Music. 18 марта Би-би-си объявила, что ее местные радиостанции в Англии будут транслировать виртуальную церковную службу, которую первоначально возглавлял архиепископ Кентерберийский, но с планами расширения религиозных служб для охвата других конфессий. В тот же день Radio News Hub, поставщик новостных радиопередач, базирующийся в Лидсе, объявил, что будет выпускать ежедневную десятиминутную программу, содержащую сводную информацию о пандемии, которая будет бесплатно предоставляться радиостанциям.

### Королевская семья
19 марта королева отправилась из Лондона в Виндзорский замок. В тот же день она направила послание народу, отметив, что страна и мир вступают в период большой обеспокоенности и неопределенности. Её внуки, принцы Уильям и Гарри, отправляли сообщения через социальные сети. Беатриса Йоркская отменила свой свадебный прием в Букингемском дворце. 25 марта было объявлено, что принц Чарльз получил положительный результат теста на COVID-19.

## Распространение на другие страны и территории
Софи Грегуар Трюдо, жена премьер-министра Канады Джастина Трюдо, получила положительный результат на COVID-19 после ее возвращения с мероприятий WE Day в Великобритании; 12 марта 2020 года семья Трюдо самоизолировалась на две недели. Нулевым пациентом на Маврикии стал 59-летний мужчина, который вернулся из Соединённого Королевства 7 марта 2020 года. Когда он прибыл на Маврикий, у него не было никаких симптомов. Другие случаи нового коронавируса в результате поездки в Великобританию были впоследствии зарегистрированы в Индии и Нигерии.

## Статистика
Цифры в таблицах ниже представляют только лабораторно подтвержденные случаи; однако, как указал главный научный советник правительства Великобритании сэр Патрик Валланс, вполне вероятно, что здесь отражены не все случаи заболевания коронавирусом в Великобритании (12 марта 2020 года было подтверждено 596 случаев, но общее число случаев было оценено в 5000—10 000).